# Sphenomorphus multisquamatus
Sphenomorphus multisquamatus — вид сцинкоподібних ящірок родини сцинкових (Scincidae). Ендемік Малайзії.

## Поширення і екологія
Sphenomorphus multisquamatus мешкають в штатах Сабах і Саравак на півночі Калімантану. Вони живуть у вологих тропічних лісах, на висоті від 50 до 1050 м над рівнем моря.